# Летний Европейский юношеский Олимпийский фестиваль 2019
Летний Европейский юношеский Олимпийский фестиваль 2019 (англ. 2019 European Youth Summer Olympic Festival) — пятнадцатые летние региональные международные комплексные спортивные соревнования в рамках Европейского юношеского Олимпийского фестиваля для молодых европейских спортсменов в возрасте от 12 до 18 лет. Мероприятие проходило с 21 по 27 июля 2019 года в столице Азербайджана, городе Баку.

## Соревнования
| - Баскетбол - Борьба - Велоспорт - Волейбол | - Гандбол - Дзюдо - Лёгкая атлетика | - Плавание - Спортивная гимнастика - Теннис |